# Pařížský knižní veletrh

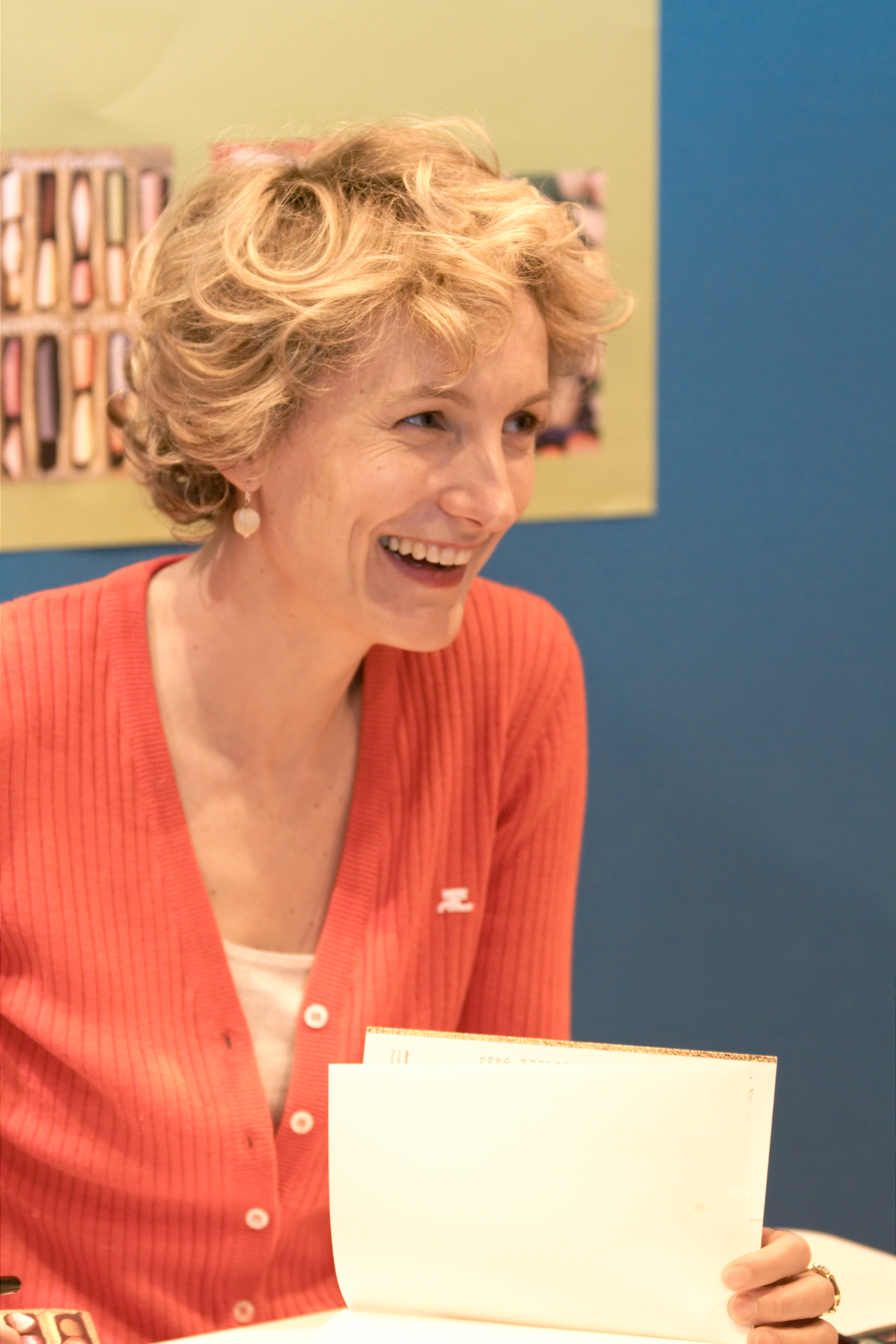
Anna Gavalda na veletrhu v roce 2010

Pařížský knižní veletrh (fr. Salon du livre de Paris) je největší knižní veletrh ve Francii. Koná se každoročně v březnu v Paříži.
Veletrh byl založen v roce 1981 a konal se původně v Grand Palais, od roku 1992 se přesunul na výstaviště Porte de Versailles. V současnosti má necelých 200 000 návštěvníků a vystavuje na přibližně 55 000 m2. V roce 2010 se jej zúčastnilo asi 1200 nakladatelství z 25 zemí, kteří představili 2000 autorů při veřejných čteních a dalších akcích. Výstava není koncipována jako odborná akce, ale jako výstava pro nejširší veřejnost. Od roku 2005 mají studenti vstup zdarma.
Od roku 1989 je veletrh vždy ve znamení jedné země nebo území: Německo (1989), Indie (1990), Itálie (1991), Španělsko (1992), USA (1996), Japonsko (1997), Brazílie (1998), Québec (1999), Portugalsko (2000), Německo (2001), Itálie (2002), Nizozemsko (2003), Čína (2004), Rusko (2005), frankofonie (2006), Indie (2007), Izrael (2008), Mexiko (2009), severské státy (2011).
Ve frankofonních zemích existují ještě tři další velké knižní veletrhy v Québecu (Kanada), Bejrútu (Libanon) a Ženevě (Švýcarsko).

## Návštěvnost
|             | 1981    | 2000    | 2006    | 2007    | 2008    | 2009    | 2010    | 2011    |
| ----------- | ------- | ------- | ------- | ------- | ------- | ------- | ------- | ------- |
| Návštěvníků | 117 000 | 241 000 | 174 000 | 186 000 | 165 300 | 198 150 | 190 000 | 180 000 |